# Васильевка (Липецкий район)
Васи́льевка — село Липецкого района Липецкой области. Центр Васильевского сельсовета. Стоит при впадении в реку Репец двух небольших ручьев, в том числе речки Кленовой. Так же имеется памятник не родившимся детям.
Отмечается в документах 1797 года. По данным 1859 года — сельцо владельческое Васи́льевское (Муровля́ное, Муровля́нка), при прудах, 165 дворов. Все названия, в том числе нынешнее, — от имени владельца Василия Муравьева.
В 1879 году в селе была построена каменная церковь Рождества Пресвятой Богородицы.
На юге Васильевки находится кладбище, а через реку Репец переброшен мост-плотина. На севере находится село Александровка.

## Население
| 1859 | 1897  | 2010 | 2012 |
| ---- | ----- | ---- | ---- |
| 1583 | ↘1139 | ↘395 | ↗496 |